# Samuel von Schmettau

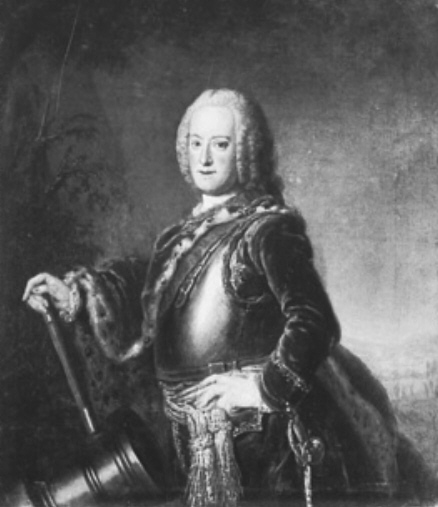
Samuel von Schmettau

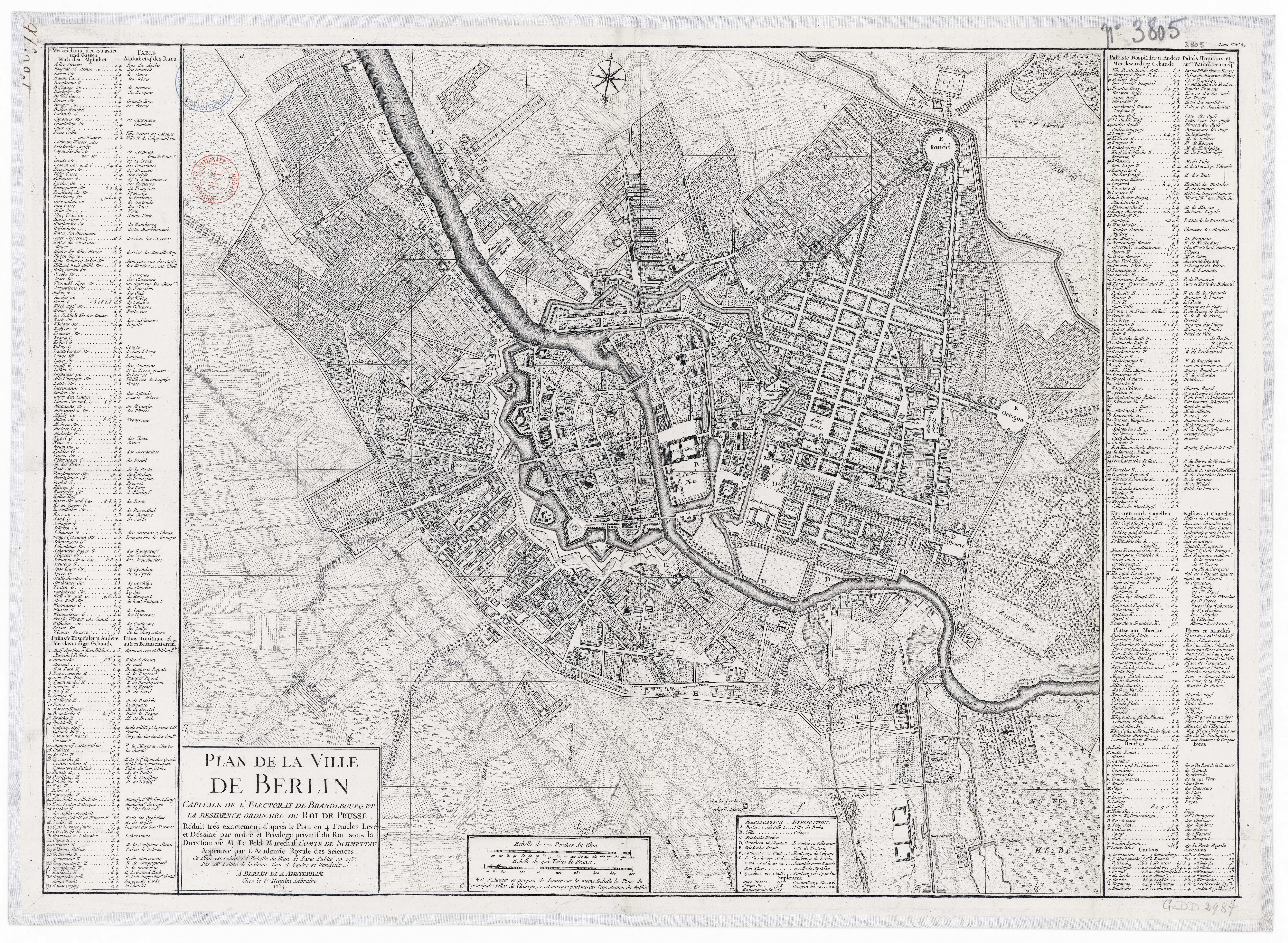
Schmettausche Karte von Berlin (1748)

Samuel Reichsgraf von Schmettau (* 24. März 1684 zu Berlin; † 18. August 1751 ebenda) war seit dem 12. Juni 1741 preußischer Generalfeldmarschall.

## Leben
Der Vater Samuel von Schmettau (* 14. November 1657; † 23. August 1709) war brandenburgischer Intendant, Herr auf Ober- und Nieder-Drömling, königlich-preußischer Amtskammerrat der Botschaft in London (Resident) und seit 1701 Reichsfreiherr. Seine Mutter Marie de la Fontaine (* 12. Januar 1660; † 5. September 1732) stammte aus einer Hugenottenfamilie.
Bereits mit fünfzehn Jahren zog es Schmettau zum Militär, er diente während seiner Karriere unter zahlreichen Fahnen. Zunächst begann er in einem dänischen Kürassier-Regiment, dessen Chef sein Onkel Friedrich Wilhelm von Schmettau (1662–1735) war. 1703 wechselte er als Leutnant in das markgräflich-ansbachsche Dragoner-Regiment, in dem ein weiterer Onkel – Gottlieb von Schmettau – die Chefstelle innehatte. Seine Feuertaufe erlebte Schmettau in der Schlacht von Höchstädt, wenig später wurde er Kapitän und Kompaniechef. Auf die Beförderung zum Major 1707 folgte bereits ein Jahr später der Posten eines Oberstleutnants. Als Generaladjutant des Erbprinzen von Hessen erlebte er die Schlacht bei Malplaquet.
1714 ging Schmettau mit seinem Regiment in kursächsisch-polnische Dienste, um weitere Kriegserfahrungen zu sammeln. Am 22. Oktober 1716 erfolgte die Beförderung zum Oberst der Artillerie. Trotzdem wechselte er am 7. April 1717 in kaiserliche Dienste. Dort nahm Schmettau an der Eroberung von Belgrad teil. Am 22. März 1719 wurde er Generalfeldwachtmeister und kam als Generalquartiermeister nach Sizilien. Seine Leistungen als Artillerist und Festungsbauer beeindruckten Kaiser Karl VI. und Prinz Eugen. 1720 führte er die Belagerung von Messina, 1732 den Feldzug auf Korsika gegen Sardinien und Frankreich.
Am 27. Oktober 1733 wurde Schmettau zum Feldmarschallleutnant befördert. Zudem bekam er die Chefstelle des Infanterie-Regiments O’Gilvy (Nr. 46). Mit seinem Regiment nahm er dann am Feldzug 1734/35 teil. Trotz einiger Vorwürfe wegen seiner Lebensführung wurde Schmettau am 15. April 1735 zum Feldzeugmeister ernannt. Die Jahre 1737 bis 1739 waren durch den Feldzug gegen die Türken, der ihm den Gouverneursposten von Temesvar brachte, geprägt. Da Schmettau jedoch kein Kommando des Feldheeres übertragen wurde, wollte er nach Venezien übertreten, was allerdings fehlschlug. Obwohl am 19. März 1741 noch die Beförderung zum kaiserlichen Feldmarschall erfolgte, verfolgte er weiter seine Wechselabsichten.
Der Wechsel in seine eigentliche Heimat wurde am 12. Juni 1741 vollzogen. So wurde Schmettau preußischer Generalfeldmarschall, ohne zuvor in Preußen eine Truppe geführt zu haben. Zunächst zeichnete er sich als Sonderbotschafter aus, indem er Anteil an dem Geheimvertrag mit Österreich von Klein-Schellendorf hatte (zusammen mit Karl Joseph von Gillern). Am 18. Januar 1742 wurde Schmettau der Schwarze Adlerorden verliehen. Er vertrat in der Folgezeit die preußischen Interessen bei Kaiser Karl VII., was ihm sogar den Reichsgrafenstand einbrachte. Als Gesandter in Paris bereitete er den 2. Schlesischen Krieg mit vor. Die diplomatische Verwendung hatte ein Ende, als ihm von den Österreichern geheime Dokumente gestohlen wurden, die später veröffentlicht wurden.
Große Verdienste erwarb sich Schmettau als Kurator der Akademie der Wissenschaften. Er bildete sich als Kartograf weiter, erstellte den ersten guten Plan von Berlin und 1751 von Ostfriesland. In seinen „Memoires secrets“ schilderte er seine Erfahrungen, nahm aber auch militärische Kritiken vor.

## Familie
Er war zweimal verheiratet. Seine erste Frau war Marie Charlotte von Boyen († 8. September 1739), mit der er mehrere Kinder hatte, darunter:
- Samuel Friedrich August (* 8. Mai 1728)
- Maria Anna Carolina (* 28. Juli 1731)[3] ⚭ 1749 Pierre Lefort (* 4. September 1719; † 1796), russischer Generalmajor[4]
- Maria Maximiliane (* 3. Oktober 1732), Kanonistin

Nach dem Tod seiner ersten Frau heiratete er am 24. September 1740 Marie Johanna von Riffer (* 11. November 1718; † 27. April 1771).  Aus dieser Ehe entstammen Kinder, darunter
- Adelheid Amalia (1748–1806) ⚭ Dmitri Alexejewitsch Golizyn (1734–1803)
- Friedrich Wilhelm Karl (1743–1806)
- Friedrich Heinrich Ferdinand (* 25. Oktober 1741; † 22. Februar 1793), zuerst[5] mit seinem Bruder an der Ritterakademie Brandenburg, zuletzt preuß. Hauptmann ⚭ 1776 Luise Amalie von Kahlenberg (* 11. November 1756; † 9. März 1827)
- Josepha (* 21. November 1744)